# Masters de tennis féminin 1978
Le tournoi de tennis de Stanford est un tournoi de tennis professionnel féminin. L'édition 1978, classée en catégorie Masters, se dispute à Oakland du 27 mars au 2 avril 1978.
Martina Navrátilová remporte le simple dames. En finale, elle bat Evonne Goolagong, décrochant à cette occasion le 21e titre de sa carrière sur le circuit WTA.

## Faits marquants
Ce tournoi de catégorie Masters s'est disputé à Oakland du 27 mars au 2 avril 1978.
En l'absence de la numéro un mondiale Chris Evert, l'épreuve voit s'imposer sa dauphine et favorite Martina Navrátilová. En finale, elle dispose d'Evonne Goolagong, enregistrant à cette occasion le premier de ses huit succès en simple dans cette compétition.

## Fonctionnement de l'épreuve
L'épreuve de simple se dispute selon les modalités dites du « round robin ». Séparées en deux poules de quatre joueuses, la meilleure de chacune est conviée en finale pour le gain du titre.

## Résultats en simple

### Groupe I
| # | Vainqueur           | Adversaire     | Score    |
| 1 | Martina Navrátilová | Betty Stöve    | 6-2, 6-3 |
| 2 | Wendy Turnbull      | Kerry Reid     | 7-6, 6-1 |
| 3 | Martina Navrátilová | Wendy Turnbull | 6-2, 6-1 |
| 4 | Betty Stöve         | Kerry Reid     | 7-6, 7-6 |
| 5 | Martina Navrátilová | Kerry Reid     | 6-2, 6-3 |
| 6 | Wendy Turnbull      | Betty Stöve    | 6-4, 6-3 |

| # | N°  | Joueuse             | Matchs gagnés-perdus | Sets gagnés-perdus |
| 1 | (1) | Martina Navrátilová | 3-0                  | 6-0                |
| 2 | (5) | Wendy Turnbull      | 2-1                  | 4-2                |
| 3 | (4) | Betty Stöve         | 1-2                  | 2-4                |
| 4 | (8) | Kerry Reid          | 0-3                  | 0-6                |

### Groupe II
| # | Vainqueur        | Adversaire       | Score         |
| 1 | Evonne Goolagong | Rosie Casals     | 7-6, 6-4      |
| 2 | Virginia Wade    | Billie Jean King | 1-6, 6-2, 6-4 |
| 3 | Evonne Goolagong | Billie Jean King | Forfait       |
| 4 | Rosie Casals     | Virginia Wade    | 7-5, 3-6, 6-0 |
| 5 | Evonne Goolagong | Virginia Wade    | 6-0, 7-6      |
| 6 | Rosie Casals     | Billie Jean King | Forfait       |

| # | N°  | Joueuse          | Matchs gagnés-perdus | Sets gagnés-perdus |
| 1 | (2) | Evonne Goolagong | 3-0                  | 4-0                |
| 2 | (7) | Rosie Casals     | 2-1                  | 2-3                |
| 3 |     | Virginia Wade    | 1-2                  | 3-5                |
| 4 |     | Billie Jean King | 0-3                  | 1-2                |

### Tableau final
|  |                     |     |    |   |  |
|  | Finale              |     |    |   |  |
|  |                     |     |    |   |  |
|  |                     |     |    |   |  |
|  | Martina Navrátilová | (1) | 7  | 6 |  |
|  | Martina Navrátilová | (1) | 7  | 6 |  |
|  | Evonne Goolagong    | (2) | 60 | 4 |  |

## Résultats en double
Le tableau du double dames des Masters 1978 est celui du Championnat de double WTA disputé à Salt Lake City du 3 au 8 avril 1978.